# 実質的支配者
実質的支配者（じっしつてきしはいしゃ）とは、法人の事業経営を実質的に支配することが可能な個人（自然人）又は国等（上場企業等を含む）をいう。
銀行などの金融機関や宅地建物取引業者は、法人の顧客との一定の取引（ハイリスク取引）に際して、その実質的支配者について確認する義務がある（犯罪による収益の移転防止に関する法律4条）。